# 安德魯索沃停戰協定
安德魯索沃停戰協定（波蘭語：Rozejm w Andruszowie）是1667年，俄罗斯沙皇国和波兰立陶宛联邦签署的一项为期十三年半的停战协议。此前自1654年起，两国曾因现今乌克兰和白俄罗斯地区展开了俄波战争。乌克兰视波兰和俄罗斯以此协定将乌克兰瓜分。